# Coen Zwollo
Coen Zwollo (Deventer, 21 januari 1980) is een Nederlands voormalig voetballer die uitkwam voor Go Ahead Eagles. Hij speelde als verdediger.